# A látszat csal (Született feleségek)
A látszat csal (You Gotta Get a Gimmick) a Született feleségek (Desperate Housewives) című amerikai filmsorozat százhuszonharmadik epizódja. Az Amerikai Egyesült Államokban először az ABC (American Broadcasting Company) adó vetítette 2010. január 10-én.

## Az epizód cselekménye
Tom elvállalja Lynette állását, amíg ő szülési szabadságon van, de ez persze a szokásos hatalmi harcot okozza közöttük. Kiderül, hogy Juanita nincs tisztában a mexikói származásával, ezért Carlosnak és Gabynak kell felvilágosítani a gyökereiről. Bree eközben úgy dönt, hogy mégis csak ápolni fogja Orsont, így hazaköltözteti. Susan pedig váratlanul örököl Karl után...

## Mary Alice epizódzáró monológja
- A narrátor, Mary Alice monológja az epizód végén így hangzik (a magyar változat alapján):

"A tett maga meglehetősen egyszerű. Lefejtjük a legkülső réteget és felfedjük, ami alatta van. Na persze az eredmény olyakor igencsak meglepő tud lenni. Ha leszakítjuk a boldog otthon burkát meglehet, hogy gyászt és fájdalmat találunk. Ha lerántjuk a vagyon leplét meglehet, hogy öngyűlöletet találunk. Ha elhúzzuk a tehetetlenség fátylát meglehet, hogy kegyetlenséget találunk. A meztelen igazság felfedése bizony veszélyes időtöltés tud lenni, ám néhány szerencsésnek lehet akár remek mulatság is."

## Epizódcímek más nyelveken
- Angol: You Gotta Get a Gimmick (Kell neked egy reklámfogás)
- Francia: Déshabillez-vous (Vedd le!)
- Olasz: Maschere (Álarcok)
- Arab:  أسوأ أعمال  (A legrosszabb tettek)
- Német: Alles Fassade (Minden a külső)